# Желино (община)
Община Желино (мак. Општина Желино) — община в Північній Македонії. Адміністративний центр — село Желино. Розташована на північному заході  Македонії, Полозький статистично-економічний регіон, з населенням 24 390 мешканців, які проживають на площі — 201,04 км².